# 길 램
길 램(Gil Lamb, 1904년 6월 14일 ~ 1995년 11월 2일)은 미국의 배우, 텔레비전 배우이다.
미니애폴리스에서 태어났으며 리버사이드에서 사망하였다.

## 영화
- 나이트메어 서커스 (1976년)
- 해안 경비대 (1970년)
- 러브 버그 (1969년)
- 호스 인 더 그레이 플래늘 슈트 (1968년)
- 어글리 닥스훈트 (1966년)
- 나의 세 아들 (1960년)
- 벨스 아 링잉 (1960년)
- 메이크 마인 래프 (1949년)
- 스타 스팽글드 리듬 (1942년)
- 더 플릿츠 인 (1942년)